# Відзнаки НАН України
Відзнаки НАН України — вищі нагороди Національної академії наук України, які присуджують постановою Президії НАН України для відзначення найуспішніших науковців, що забезпечують високий особистий внесок у розвиток наукових досліджень в академічних інституціях.

## Статус і набір відзнак
Відзнаки є заохочувальними і засновані відповідно до Постанови Президії НАН України від 28.09.2005 № 197 «Про заохочувальні відзнаки Національної академії наук України»
Таких відзнак п'ять:
- Відзнака та нагрудний знак «За наукові досягнення»
- Відзнака та нагрудний знак «За професійні здобутки»
- Відзнака та нагрудний знак «За сприяння розвитку науки»
- Відзнака та нагрудний знак «За підготовку наукової зміни»
- Відзнака та нагрудний знак для молодих учених «Талант, натхнення, праця».

Важливо пам'ятати, що в інших відомствах можуть існувати подібні або й однойменні відзнаки. Наприклад, з 2007 року МОН впровадило заохочувальну відомчу відзнаку Нагрудний знак «За наукові досягнення» (МОН), яка за назвою збігається з  відзнакою НАН України. (Постанова про її заснування [Архівовано 5 січня 2014 у Wayback Machine.]). Тому при згадках відзнак важливо вказувати відомство.

## Положення про відзнаки
Присудження відзнак регламентується відповідними положеннями:
Відзнака «За наукові досягнення» є однією з найвищих персональних відомчих нагород за визначні досягнення у розвиткові фундаментальних і прикладних наукових досліджень, підвищенні міжнародного авторитету вітчизняної науки і її провідних шкіл, реалізації соціальної і економічної політики держави, розробці й впровадженні нових наукових рішень, ефективних технологій та зміцненні науково-технічного потенціалу України вагомими здобутками.
Відзнака «За професійні здобутки» є персональною нагородою за довголітню сумлінну працю, зразкове виконання посадових обов'язків, високу професійну майстерність та вагомий особистий внесок у забезпечення наукових досліджень.
Відзнака «За сприяння розвитку науки» є персональною нагородою за вагоме сприяння розвиткові наукових досліджень, вирішенню найважливіших наукових і науково-технічних проблем, впровадженню результатів досліджень у практику, підготовці та вихованню наукових кадрів, а також за благодійну, меценатську та гуманітарну діяльність у галузі науки, освіти, культури, мистецтва та охорони здоров'я.
Відзнака «За підготовку наукової зміни» є персональною нагородою за вагомий особистий внесок у виховання молодих наукових кадрів, заснування або розвиток провідних наукових шкіл, активну педагогічну діяльність, роботу з аспірантами і докторантами, дієву участь у заходах з інтеграції науки і освіти, поєднання навчального процесу з науково-дослідною роботою.
Відзнака «Талант, натхнення, праця» є персональною нагородою, якою заохочуються молоді вчені за особисті здобутки — наукові праці, відкриття та винаходи, що мають важливе значення для науки і практики і свідчать про високий творчий потенціал. Відзнака має служити стимулом подальшого творчого зростання молодого вченого, надихати його на нові наукові звершення.
Для прикладу, постановою Президії НАН України від 28 вересня 2016 року був відзначений відомий український зоолог Писанець Євген Максимович (1946—2016), якому присуджено відзнаку «За підготовку наукової зміни» (нагорода № 452). Наприклад, український вчений-механік Кушнір Роман Михайлович нагороджений двома відзнаками НАН України — «За наукові досягнення» (2008 р.) та «За підготовку наукової зміни» (2014 р.).